# Oliver Dench
Oliver Dench (* 9. September 1992) ist ein englischer Theater- und Filmschauspieler.

## Leben und Wirken
2014 gründete Dench zusammen mit Joe Morris und Tom Smith die Revolve Theatre Company.  Die erste Inszenierung der Company war eine Hamlet-Bearbeitung, die 2014 auf dem Henley Fringe Festival ihre Premiere hatte, und in der Olver Dench sämtliche Rollen spielte.
Dench ist der Großneffe der Schauspielerin und Oscar-Preisträgerin Judi Dench.

## Theaterrollen
- Tom in School Play von Alex MacKeith, Southwark Playhouse[3]
- Romeo in Romeo & Juliet von William Shakespeare, Permanently Bard[4]
- The Witch of Edmonton von William Rowley, Thomas Dekker, John Ford, Rollen: Hamluc/Morris Dancer, Royal Shakespeare Company
- Borachio in Much Ado About Nothing von William Shakespeare, Reading Between the Lines Theatre Comp.
- Paris in Romeo & Juliet von William Shakespeare, Reading Between the Lines Theatre Comp.
- Young Scrooge in A Christmas Carol nach Charles Dickens, Reading Repertory Theatre

## Filmografie

### Fernsehen
- 2016: Ride
- 2018: The Athena
- 2019: Pandora
- 2020: Noughts + Crosses
- 2021: Domina
- seit 2022: Hotel Portofino